# Prunéřovské předměstí (Kadaň)
Prunéřovské předměstí je jednou z historických předměstských čtvrtí města Kadaně.

## Historie
Mezi lety 1880 až 1930 došlo na periferiích města Kadaně k výstavbě tří vilových čtvrtí – Prunéřovské předměstí, Zahradní Město a Svatovojtěšská čtvrť. Prunéřovské předměstí je z nich historicky nejstarší. První nová zástavba začala vznikat severně od městského centra na polnostech a lukách nazývaných U Prunéřovské brány (podle fortifikačního prvku původního historického opevnění města Kadaně - Prunéřovské brány)  a Taneční zahrada. Postupně bylo nejprve na Nádražní třídě (nyní třída Kpt. Jaroše), která tehdy představovala hlavní dopravní osu a promenádu celé čtvrti, dále v ulici Jahnově (nyní Jungmannova), Školní, Schillerově (nyní 1. máje), Dürerově (nyní Dvořákova) a v dolní části Gabelsbergerovy ulice (nyní Poštovní) vystavěno na tři desítky vil. Povětšinou byly tyto vily budovány ve slohu novorenesančním, následně ale též ve slohu secesním či s prvky modernismu a funkcionalismu. 
Část původní zástavby Prunéřovského předměstí byla zdevastována v průběhu 2. poloviny 20. století za dob komunismu při realizaci megalomanských architektonicko-urbanistických projektů, zejména výstavbě panelových sídlišť. Tehdy byly některé vily na Prunéřovském předměstí zbořeny, jiné pak přišly o své novorenesanční nebo secesní fasády. Přesto si tato předměstská vilová čtvrť z velké části zachovala svůj původní charakter a je do nynějška dokladem výrazného architektonicko-urbanistického rozvoje města Kadaně na přelomu 19. a 20. století. 

### Vilová zástavba
Úplně první stavbou, která na nově vznikajícím Prunéřovském předměstí vyrostla, byla Villa Ehrler (čp. 581). Vznikla v letech 1881 až 1882 podle projektu kadaňského stavitele Josefa Petera (†1922), a sice na objednávku soudce JUDr. Rudolfa Ehrlera. Dalšími vlastníky vily byli později například gymnaziální profesor a vlastivědec Josef Hofmann (†1936) nebo továrník Friedrich Döll, který do roku 1945 vlastnil kadaňské kaolinové a šamotové závody. Nyní ve vile sídlí Mateřská škola Olgy Havlové. Protější Villa Paulus (čp. 593) vznikla roku 1885, a sice rovněž dle projektu Josefa Petera. Jejím stavebníkem byl rukavičkář August Paulus, jehož podnik svého času exportoval zboží do císařské metropole Vídně anebo například do obchodního domu Borberg v Hamburku. Široký sortiment tohoto podniku, který jako svou ochranou známku používal šesticípou hvězdu s hlavou kamzíka, se skládal nejen z elegantních společenských rukaviček, ale též ze speciálních rukavic jezdeckých a řidičských pro automobilisty i cyklisty.
Sousední Villa Peter (čp. 609), jejíž stavba proběhla roku 1888, vznikla jako rezidence zde již několikrát zmiňovaného kadaňského stavitele Josefa Petera. Charakterem novorenesančního zámečku je typická další z vil Prunéřovského předměstí,Villa Herold (čp. 641). Ta byla vystavěna, opět na základě projektu z dílny Josefa Petera, v letech 1895 až 1896 na objednávku Moritze Herolda, který investoval do těžby tzv. zelené hlinky (seladonit) pod horou Úhoští u Kadaně. Secesní Villa Siegert (čp. 690) z roku 1905 byla naprojektována a postavena podle projektu kadaňského stavitele Johanna Petzeta (†1937) pro sochaře a kameníka Aloise Siegerta. Z vil v nynější Jungmannově ulici můžeme zmínit Villu Palm (čp. 655), kterou v roce 1899 projektoval a postavil Josef Peter pro Emila Palma (†1940), profesora chemie, který působil na kadaňské Královské české zemědělské zemské střední škole. Zástavbě nynější Poštovní ulice dominuje Villa Rexeis (čp. 741) s výrazným architektonickým prvkem v podobě věžičky, kterou si roku 1911 nechal dle projektu Johanna Petzeta vystavět Karel Rexeis, železničář, strojvůdce a významná osobnost českého spolkového života v prvorepublikové Kadani. 
Za architektonicky nejvýznamnější objekt Prunéřovského předměstí je pak možné pokládat nejspíše monumentální secesní Villu Löwy (čp. 750) v nynější Dvořákově ulici, která je dílem stavitele Johanna Petzeta. Jejími stavebníky a prvními vlastníky byli manželé Heinrich a Marie Löwy. Heinrich Löwy (†1939), původem z Černovic na Bukovině (nyní součást Ukrajiny), pocházel z židovské rodiny a po studiích na univerzitách ve Vídni a v Praze vyučoval matematiku, geometrii a kreslení na gymnáziích ve slezském Bílsku (nyní součást Polska), jadranském Terstu, ve Vídni, a nakonec v Kadani.

### Veřejné budovy
Na Prunéřovské předměstí vznikla také řada veřejných budov. Mezi nimi například v roce 1889 budova okresního hejtmanství (čp. 612), která se nachází na nynější třídě Kpt. Jaroše. Tamtéž nechal pak roku 1891 vybudoval podnikatel Johann Meissner parostrojní pivovar (čp. 613), vedle nějž stávala též Villa Meissner (čp. 632) – obě tyto budovy však byly zbořeny. Z roku 1892 pochází budova měšťanské školy (čp. 620) v nynější ulici 5. května, ve které nyní sídlí kadaňské gymnázium. V roce 1900 byla pro kadaňskou židovskou obec otevřena ve Školní ulici nová synagoga, která byla zničena roku 1938 během tzv. Křišťálové noci. Novogotický evangelický kostel Krista Spasitele (nyní kostel sv. Petra a Pavla náležející Církvi československé husitské) v Jungmannově ulici vznikl roku 1904.